# Lijst van vlaggen van Europa
Dit artikel geeft een overzicht van internationale en nationale vlaggen in Europa.

## Vlaggen van internationale organisaties

Vlag van de Benelux
Vlag van de Centraal-Europese Vrijhandelsassociatie
Vlag van de Centrale Commissie voor de Rijnvaart
Vlag van de Euraziatische Economische Gemeenschap
Vlag van het Europees Parlement
Vlag van het Europees Ruimteagentschap
Vlag van het Europese gendarmerie
Vlag van de Europese maritieme macht
Vlag van de Europese Unie
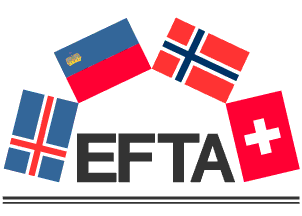
Vlag van de Europese Vrijhandelsassociatie
Vlag van de FIFA
Vlag van de Francophonie
Vlag van de Gemeenschap van Portugeessprekende Landen
Vlag van het Gemenebest van Naties
Vlag van de Gemenebest van Onafhankelijke Staten
Vlag van de Noord-Atlantische Verdragsorganisatie
Vlag van de Noordse Raad (Scandinavië)
Vlag van de Orde van Malta
Vlag van de Organisatie van Ibero-Amerikaanse landen
Vlag van de Organisatie van Turkse Staten
Vlag van de Organisatie voor Veiligheid en Samenwerking in Europa
Vlag van de Raad van Europa
Vlag van de Romani (Roemenië)
Vlag van de Sami (Lapland)

### Vlaggen van voormalige internationale organisaties

Vlag van de Europese Gemeenschap voor Kolen en Staal
Vlag van de West-Europese Unie

## Vlaggen van staten en afhankelijke gebieden

### Vlaggen van staten
| Kaart | Land                  | Vlag | Artikel over de vlag             | Ratio                      | Ingebruikname     |
| ----- | --------------------- | ---- | -------------------------------- | -------------------------- | ----------------- |
|       | Albanië               |      | Vlag van Albanië                 | 5:7                        | 7 april 1992      |
|       | Andorra               |      | Vlag van Andorra                 | 7:10                       | 27 augustus 1971  |
|       | Armenië               |      | Vlag van Armenië                 | 1:2                        | 24 augustus 1990  |
|       | Azerbeidzjan          |      | Vlag van Azerbeidzjan            | 1:2                        | 5 februari 1990   |
|       | België                |      | Vlag van België                  | 13:15                      | 23 januari 1831   |
|       | Bosnië en Herzegovina |      | Vlag van Bosnië en Herzegovina   | 1:2                        | 4 februari 1998   |
|       | Bulgarije             |      | Vlag van Bulgarije               | 3:5                        | 27 november 1990  |
|       | Cyprus                |      | Vlag van Cyprus                  | 2:3                        | 16 augustus 1960  |
|       | Denemarken            |      | Vlag van Denemarken              | 28:37                      | 14e eeuw          |
|       | Duitsland             |      | Vlag van Duitsland               | 3:5                        | 23 mei 1949       |
|       | Estland               |      | Vlag van Estland                 | 7:11                       | 7 augustus 1990   |
|       | Finland               |      | Vlag van Finland                 | 11:18                      | 29 mei 1918       |
|       | Frankrijk             |      | Vlag van Frankrijk               | 2:3                        | 15 februari 1794  |
|       | Georgië               |      | Vlag van Georgië                 | 2:3                        | 14 januari 2004   |
|       | Griekenland           |      | Vlag van Griekenland             | 2:3                        | 22 december 1978  |
|       | Hongarije             |      | Vlag van Hongarije               | 1:2                        | 23 mei 1957       |
|       | Ierland               |      | Vlag van Ierland                 | 1:2                        | 1922              |
|       | IJsland               |      | Vlag van IJsland                 | 18:25                      | 19 juni 1915      |
|       | Italië                |      | Vlag van Italië                  | 2:3                        | 18 juni 1946      |
|       | Kazachstan            |      | Vlag van Kazachstan              | 1:2                        | 4 juni 1992       |
|       | Kroatië               |      | Vlag van Kroatië                 | 1:2                        | 21 december 1990  |
|       | Letland               |      | Vlag van Letland                 | 1:2                        | 27 februari 1990  |
|       | Liechtenstein         |      | Vlag van Liechtenstein           | 3:5                        | 30 juni 1982      |
|       | Litouwen              |      | Vlag van Litouwen                | 3:5                        | 20 maart 1989     |
|       | Luxemburg             |      | Vlag van Luxemburg               | 5:3                        | 1972              |
|       | Malta                 |      | Vlag van Malta                   | 2:3                        | 21 september 1964 |
|       | Moldavië              |      | Vlag van Moldavië                | 1:2                        | 12 mei 1990       |
|       | Monaco                |      | Vlag van Monaco                  | 4:5                        | 4 april 1881      |
|       | Montenegro            |      | Vlag van Montenegro              | 1:2                        | 12 juli 2004      |
|       | Nederland             |      | Vlag van Nederland               | 2:3                        | 1596              |
|       | Noord-Macedonië       |      | Vlag van Noord-Macedonië         | 1:2                        | 6 oktober 1995    |
|       | Noorwegen             |      | Vlag van Noorwegen               | 8:11                       | 13 juli 1821      |
|       | Oekraïne              |      | Vlag van Oekraïne                | 8:11                       | 25 december 1991  |
|       | Oostenrijk            |      | Vlag van Oostenrijk              | 2:3                        | eind 1918         |
|       | Polen                 |      | Vlag van Polen                   | 5:8                        | 1 augustus 1919   |
|       | Portugal              |      | Vlag van Portugal                | 2:3                        | 30 juni 1911      |
|       | Roemenië              |      | Vlag van Roemenië                | 2:3                        | 1989              |
|       | Rusland               |      | Vlag van Rusland                 | 2:3                        | 11 december 1993  |
|       | San Marino            |      | Vlag van San Marino              | 3:4                        | 16 april 1862     |
|       | Servië                |      | Vlag van Servië                  | 2:3                        | 16 augustus 2004  |
|       | Slovenië              |      | Vlag van Slovenië                | 1:2                        | 27 juni 1991      |
|       | Slowakije             |      | Vlag van Slowakije               | 2:3                        | 3 september 1992  |
|       | Spanje                |      | Vlag van Spanje                  | 2:3                        | 19 december 1981  |
|       | Tsjechië              |      | Vlag van Tsjechië                | 2:3                        | 1 januari 1993    |
|       | Turkije               |      | Vlag van Turkije                 | 2:3                        | 29 mei 1936       |
|       | Vaticaanstad          |      | Vlag van Vaticaanstad            | 1:1                        | 7 juni 1929       |
|       | Verenigd Koninkrijk   |      | Vlag van het Verenigd Koninkrijk | 3:5 (op land) 1:2 (op zee) | 1 januari 1801    |
|       | Wit-Rusland           |      | Vlag van Wit-Rusland             | 1:2                        | 7 juni 1995       |
|       | Zweden                |      | Vlag van Zweden                  | 5:8                        | 22 juni 1906      |
|       | Zwitserland           |      | Vlag van Zwitserland             | 1:1                        | 1841              |

### Vlaggen van afhankelijke gebieden
| Kaart | Land                            | Vlag | Artikel over de vlag | Ratio | Ingebruikname       |
| ----- | ------------------------------- | ---- | -------------------- | ----- | ------------------- |
|       | Åland (Finland)                 |      | Vlag van Åland       | 17:26 | 3 april 1954        |
|       | Faeröer (Denemarken)            |      | Vlag van de Faeröer  | 8:11  | 25 april 1940       |
|       | Gibraltar (Verenigd Koninkrijk) |      | Vlag van Gibraltar   | 1:2   | 8 november 1982     |
|       | Guernsey (Verenigd Koninkrijk)  |      | Vlag van Guernsey    | 2:3   | 1985                |
|       | Jersey (Verenigd Koninkrijk)    |      | Vlag van Jersey      | 3:5   | 10 december 1980    |
|       | Man (Verenigd Koninkrijk)       |      | Vlag van Man         | 1:2   | 1 december 1932     |
|       | Spitsbergen (Noorwegen)         |      | Vlag van Spitsbergen | 8:11  | Geen officiële vlag |

## Vlaggen van niet-erkende staten
| Kaart | Land                          | Vlag | Artikel over de vlag                      | Ratio | Ingebruikname    |
| ----- | ----------------------------- | ---- | ----------------------------------------- | ----- | ---------------- |
|       | Abchazië                      |      | Vlag van Abchazië                         | 1:2   | 23 juli 1992     |
|       | Kosovo                        |      | Vlag van Kosovo                           | 5:7   | 17 februari 2008 |
|       | Transnistrië                  |      | Vlag van Transnistrië                     | 1:2   | 2 september 1991 |
|       | Turkse Republiek Noord-Cyprus |      | Vlag van de Turkse Republiek Noord-Cyprus | 2:3   | 7 maart 1984     |
|       | Zuid-Ossetië                  |      | Vlag van Zuid-Ossetië                     | 1:2   | 30 maart 1992    |

## Vlaggen van historische staten
- Koninkrijk Albanië (1928-1939) - zie het artikel: Vlag van Albanië
- Koninkrijk Albanië (1943-1944) - zie het artikel: Vlag van Albanië
- Rijk van Aken - zie het artikel: Vlag van Aken
- Hertogdom Anhalt - zie het artikel: Vlag van Anhalt
- Hertogdom Anhalt-Dessau-Köthen - zie het artikel: Vlag van Anhalt-Dessau-Köthen
- Koninkrijk Aragon - zie het artikel: Vlag van Aragón
- Groothertogdom Baden - zie het artikel: Vlag van Baden
- Bataafse Republiek - zie het artikel: Bataafse vlag
- Koninkrijk der Beide Siciliën - zie het artikel: Vlag van het Koninkrijk der Beide Siciliën
- Koninkrijk Beieren - zie het artikel: Vlag van Beieren
- Groothertogdom Berg - zie het artikel: Vlag van het Groothertogdom Berg
- Koninkrijk Bohemen - zie het artikel: Vlag van Bohemen
- Heerlijkheid Bokhoven - zie het artikel: Vlag van Bokhoven
- Hertogdom Bourgondië - zie het artikel: Vlag van Bourgondië
- Hertogdom Brabant - zie het artikel: Vlag van Brabant (België)
- Mark Brandenburg - zie het artikel: Vlag van Brandenburg
- Hertogdom Brunswijk - zie het artikel: Vlag van Brunswijk
- Hertogdom Brunswijk-Lüneburg - zie het artikel: Vlag van Brunswijk-Lüneburg
- Vorstendom Catalonië - zie het artikel: Senyera (vlag)
- Cornwall - zie het artikel: Vlag van Cornwall
- Koninkrijk Dalmatië - zie het artikel: Vlag van Dalmatië
- Vrije stad Danzig (1920-1939) - zie het artikel: Vlag van de Vrije Stad Danzig
- Republiek Duits-Oostenrijk - zie het artikel: Vlag van Oostenrijk
- Duitse Democratische Republiek - zie het artikel: Vlag van de Duitse Democratische Republiek
- Duitse Rijk - zie het artikel: Vlag van Duitsland
- Engelse Gemenebest - zie het artikel: Vlag van het Engelse Gemenebest
- Koninkrijk Essex - zie het artikel: Vlag van Essex
- Koninkrijk Etrurië - zie het artikel: Vlag van het Koninkrijk Etrurië
- Vrijstaat Fiume - zie het artikel: Vlag van de Vrijstaat Fiume
- Eerste Franse Keizerrijk - zie het artikel: Vlag van Frankrijk
- Tweede Franse Keizerrijk - zie het artikel: Vlag van Frankrijk
- Eerste Franse Republiek - zie het artikel: Vlag van Frankrijk
- Tweede Franse Republiek - zie het artikel: Vlag van Frankrijk
- Derde Franse Republiek - zie het artikel: Vlag van Frankrijk
- Vierde Franse Republiek - zie het artikel: Vlag van Frankrijk
- Gallo-Romeinse Rijk - zie het artikel: Vlag van het Gallo-Romeinse Rijk
- Hertogdom Gelre - zie het artikel: Vlag van Gelderland
- Republiek Gersau - zie het artikel: Vlag van Gersau
- Hertogdom Gulik - zie het artikel: Vlag van Gulik
- Republiek Gumuljina - zie het artikel: Vlag van de Republiek Gumuljina
- Koninkrijk Hannover - zie het artikel: Vlag van Hannover
- Heilige Roomse Rijk - zie het artikel: Vlag van Duitsland
- Graafschap Henegouwen - zie het artikel: Vlag van Henegouwen
- Kroatische Republiek Herceg-Bosna - zie het artikel: Vlag van de Kroatische Republiek Herceg-Bosna
- Landgraafschap Hessen-Darmstadt - zie het artikel: Vlag van Hessen
- Landgraafschap Hessen-Homburg (1815-1866) - zie het artikel: Vlag van Hessen
- Landgraafschap Hessen-Kassel - zie het artikel: Vlag van Hessen
- Volksstaat Hessen - zie het artikel: Vlag van Hessen
- Graafschap Holland - zie het artikel: Vlag van Zuid-Holland
- Koninkrijk Holland - zie het artikel: Vlag van Nederland
- Volksrepubliek Hongarije - zie het artikel: Vlag van Hongarije
- Idel-Oeral Staat - zie het artikel: Vlag van Idel-Oeral Staat
- Italiaanse Sociale Republiek - zie het artikel: Vlag van Italië
- Federale Republiek Joegoslavië - zie het artikel: Vlag van Joegoslavië
- Koninkrijk Joegoslavië - zie het artikel: Vlag van Joegoslavië
- Socialistische Federale Republiek Joegoslavië - zie het artikel: Vlag van Joegoslavië
- Unie van Kalmar - zie het artikel: Vlag van de Unie van Kalmar
- Kaukasisch Imamaat - zie het artikel: Vlag van het Kaukasisch Imamaat
- Koninkrijk Kent - zie het artikel: Vlag van Kent
- Kerkelijke Staat - zie het artikel: Vlag van de Kerkelijke Staat
- Keurvorstendom Keulen - zie het artikel: Vlag van Keulen
- Volksrepubliek Koeban - zie het artikel: Vlag van Koeban
- Koerland - zie het artikel: Vlag van Koerland
- Hertogdom Krain - zie het artikel: Vlag van Krain
- Republiek Krakau - zie het artikel: Vlag van de Republiek Krakau
- Onafhankelijke Staat Kroatië - zie het artikel: Vlag van Kroatië
- Koninkrijk Kroatië en Slavonië - zie het artikel: Vlag van Kroatië
- Hertogdom Limburg - zie het artikel: Vlag van Limburg (Belgische provincie)
- Graafschap Loon - zie het artikel: Vlag van Loon
- Republiek Lucca - zie het artikel: Vlag van Lucca
- Vorstendom Lucca en Piombino - zie het artikel: Vlag van Lucca
- Hertogdom Lucca - zie het artikel: Vlag van Lucca
- Prinsbisdom Luik - zie het artikel: Vlag van Luik (stad)
- Luikse Republiek - zie het artikel: Vlag van Luik (stad)
- Groothertogdom Mecklenburg-Schwerin - zie het artikel: Vlag van Mecklenburg-Voor-Pommeren
- Groothertogdom Mecklenburg-Strelitz - zie het artikel: Vlag van Mecklenburg-Voor-Pommeren
- Graafschap Megen - zie het artikel: Vlag van het graafschap Megen
- Memelland - zie het artikel: Vlag van Klaipėda
- Koninkrijk Mercia - zie het artikel: Vlag van Mercia
- Midden-Francië - zie het artikel: Vlag van Midden-Francië
- Republiek Midden-Litouwen - zie het artikel: Vlag van Midden-Litouwen
- Groot-Moravische Rijk - zie het artikel: Vlag van het Groot-Moravische Rijk
- Koninkrijk Napels - zie het artikel: Vlag van het Koninkrijk Napels
- Graafschap Nassau - zie het artikel: Vlag van het graafschap Nassau
- Hertogdom Naxos - zie het artikel: Vlag van het Hertogdom Naxos
- Nazi-Duitsland - zie het artikel: Vlag van Duitsland
- Verenigd Koninkrijk der Nederlanden - zie het artikel: Vlag van Nederland
- Neutraal Moresnet - zie het artikel: Vlag van Neutraal Moresnet
- Noord-Duitse Bond - zie het artikel: Vlag van Duitsland
- Occitanië - zie het artikel: Vlag van Midi-Pyrénées
- Groothertogdom Oldenburg - zie het artikel: Vlag van Oldenburg
- Hertogdom Oldenburg - zie het artikel: Vlag van Oldenburg
- Vrijstaat Oldenburg - zie het artikel: Vlag van Oldenburg
- Oost-Roemelië - zie het artikel: Vlag van Bulgarije
- Keizerrijk Oostenrijk - zie het artikel: Vlag van Oostenrijk-Hongarije
- Oostenrijk-Hongarije - zie het artikel: Vlag van Oostenrijk-Hongarije
- Orange - zie het artikel: Vlag van Orange
- Ottomaanse Rijk - zie het artikel: Vlag van het Ottomaanse Rijk
- Parthenopeïsche Republiek - zie het artikel: Vlag van de Parthenopeïsche Republiek
- Volksrepubliek Polen - zie het artikel: Vlag van Polen
- Pommeren - zie het artikel: Vlag van Mecklenburg-Voor-Pommeren
- Pools-Litouwse Gemenebest - zie het artikel: Vlag van Polen
- Pruisen - zie het artikel: Vlag van Pruisen
- Puducherry - zie het artikel: Vlag van Puducherry
- Koninkrijk Powys - zie het artikel: Vlag van Powys
- Republiek Ragusa - zie het artikel: Vlag van Dubrovnik
- Land van Ravenstein - zie het artikel: Vlag van Ravenstein
- Republiek der Zeven Verenigde Nederlanden - zie het artikels: Prinsenvlag en Statenvlag
- Reuss jongere linie - zie het artikel: Vlag van Reuss
- Reuss oudere linie - zie het artikel: Vlag van Reuss
- Volksstaat Reuss - zie het artikel: Vlag van Reuss
- Rheged - zie het artikel: Vlag van Rheged
- Rijnprovincie - zie het artikel: Vlag van Noordrijn-Westfalen
- Groot-Roemenië - zie het artikel: Vlag van Roemenië
- Volksrepubliek Roemenië - zie het artikel: Vlag van Roemenië
- Romeinse Rijk - zie het artikel: Vlag van het Romeinse Rijk
- Keizerrijk Rusland - zie het artikel: Vlag van Rusland
- Saargebied - zie het artikel: Vlag van Saarland
- Protectoraat Saarland - zie het artikel: Vlag van Saarland
- Hertogdom Saksen (1547-1572) - zie het artikel: Vlag van Saksen
- Keurvorstendom Saksen (1547-1806) - zie het artikel: Vlag van Saksen
- Koninkrijk Saksen - zie het artikel: Vlag van Saksen
- Hertogdom Saksen-Altenburg (1826-1918) - zie het artikel: Vlag van Saksen-Altenburg
- Hertogdom Saksen-Coburg en Gotha - zie het artikel: Vlag van Saksen-Coburg en Gotha
- Hertogdom Saksen-Hildburghausen - zie het artikel: Vlag van Saksen-Hildburghausen
- Hertogdom Saksen-Meiningen - zie het artikel: Vlag van Saksen-Meiningen
- Hertogdom Savoye - zie het artikel: Vlag van Savoie
- Schotland - zie het artikel: Vlag van Schotland
- Servië en Montenegro - zie het artikel: Vlag van Servië en Montenegro
- Emiraat Sicilië - zie het artikel: Vlag van het emiraat Sicilië
- Graafschap Sicilië - zie het artikel: Vlag van het graafschap Sicilië
- Sovjet-Unie - zie het artikel: Vlag van de Sovjet-Unie
- Koninkrijk Strathclyde - zie het artikel: Vlag van Strathclyde
- Abdijvorstendom Thorn - zie het artikel: Vlag van Thorn (Limburg)
- Transkaukasische Socialistische Federatieve Sovjetrepubliek - zie het artikel: Vlag van de Transkaukasische Socialistische Federatieve Sovjetrepubliek
- Hertogdom Troppau - zie het artikel: Vlag van Troppau
- Tsjecho-Slowakije - zie het artikel: Vlag van Tsjecho-Slowakije
- Vandaalse Rijk - zie het artikel: Vlag van het Vandaalse Rijk
- Republiek Venetië - zie het artikel: Vlag van de Republiek Venetië
- Verenigd Koninkrijk der Nederlanden - zie het artikel: Vlag van Nederland
- Vichy-Frankrijk - zie het artikel: Vlag van Frankrijk
- Graafschap Vlaanderen - zie het artikel: Vlag van Vlaanderen
- Waldeck-Pyrmont - zie het artikel: Vlag van Waldeck-Pyrmont
- Weimarrepubliek - zie het artikel: Vlag van Duitsland
- Koninkrijk Wessex - zie het artikel: Vlag van Wessex
- Westfalen - zie het artikel: Vlag van Noordrijn-Westfalen
- Württemberg - zie het artikel: Vlag van Württemberg
- Koninkrijk Zweden (970-1397) - zie het artikel: Vlag van Zweden
- Koninkrijk Zweden (1523-1814) - zie het artikel: Vlag van Zweden

## Vlaggen van gebieden met separatistische of irredentistische bewegingen

Vlag van Adygea
Vlag van Åland
Vlag van Andalusië
Vlag van Asturië
Vlag van Basjkirostan
Vlag van Baskenland
Vlag van Beieren
Vlag van Bretagne
Vlag van Catalonië
Vlag van Cornwall
Vlag van Corsica
Vlag van Dagestan
Vlag van de Oblast Donetsk
Vlag van Elzas-Lotharingen
Vlag van de Faeröer
Vlag van Drenthe
Vlag van Friesland
Vlag van Galicië
Vlag van Gibraltar
Vlag van Ingoesjetië
Vlag van Itsjkerië
Vlag van Kabardië-Balkarië
Vlag van Kalmukkië
Vlag van Karatsjaj-Tsjerkessië
Vlag van Karelië
Vlag van de Krim
Vlag van Komi
Vlag van Lapland
Vlag van Limburg
Vlag van Londen
Vlag van Man
Vlag van Mari El
Vlag van Moravië
Vlag van Mordovië
Vlag van Nice
Vlag van Noord-Epirus
Vlag van Noord-Ierland
Vlag van Normandië
Vlag van Occitanië
Vlag van Oedmoertië
Vlag van Opper-Silezië
Vlag van Padanië
Vlag van Sardinië
Vlag van Sicilië
Vlag van Savoye
Vlag van Schotland
Vlag van de Servische Republiek
Vlag van Servisch Krajina
Vlag van Tatarije
Vlag van Tsjoevasjië
Vlag van Veneto
Vlag van Vlaanderen
Vlag van Vojvodina
Vlag van Wales
Vlag van Wallonië
Vlag van Zuid-Tirol

## Vlaggen van hoofdsteden

Vlag van Tirana (Albanië)
Vlag van Andorra la Vella (Andorra)
Vlag van Jerevan (Armenië)
Vlag van Bakoe (Azerbeidzjan)
Vlag van Brussel (België)
Vlag van Sarajevo (Bosnië en Herzegovina)
Vlag van Sofia (Bulgarije)
Vlag van Nicosia (Cyprus)
Vlag van Kopenhagen (Denemarken)
Vlag van Berlijn (Duitsland)
Vlag van Tallinn (Estland)
Vlag van Helsinki (Finland)
Vlag van Parijs (Frankrijk)
Vlag van Tbilisi (Georgië)
Vlag van Athene (Griekenland)
Vlag van Boedapest (Hongarije)
Vlag van Dublin (Ierland)
Vlag van Reykjavik (IJsland)
Vlag van Rome (Italië)
Vlag van Astana (Kazachstan)
Vlag van Pristina (Kosovo)
Vlag van Zagreb (Kroatië)
Vlag van Riga (Letland)
Vlag van Vaduz (Liechtenstein)
Vlag van Vilnius (Litouwen)
Vlag van Luxemburg (Luxemburg)
Vlag van Valletta (Malta)
Vlag van Chisinau (Moldavië)
Vlag van Monaco (Monaco)
Vlag van Podgorica (Montenegro)
Vlag van Amsterdam (Nederland)
Vlag van Skopje (Noord-Macedonië)
Vlag van Oslo (Noorwegen)
Vlag van Kiev (Oekraïne)
Vlag van Wenen (Oostenrijk)
Vlag van Warschau (Polen)
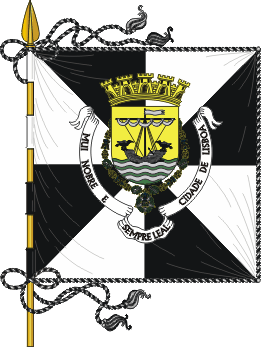
Vlag van Lissabon (Portugal)
Vlag van Boekarest (Roemenië)
Vlag van Moskou (Rusland)
Vlag van San Marino (San Marino)
Vlag van Belgrado (Servië)
Vlag van Ljubljana (Slovenië)
Vlag van Bratislava (Slowakije)
Vlag van Madrid (Spanje)
Vlag van Praag (Tsjechië)
Vlag van Ankara (Turkije)
Vlag van Vaticaanstad (Vaticaanstad)
Vlag van Londen (Verenigd Koninkrijk)
Vlag van Minsk (Wit-Rusland)
Vlag van Stockholm (Zweden)
Vlag van Bern (Zwitserland)

## Vlaggenlijsten per land
| Land                  | Lijst                                         | Deelgebieden                                          | Gemeenten                                          |
| --------------------- | --------------------------------------------- | ----------------------------------------------------- | -------------------------------------------------- |
| Albanië               | Lijst van vlaggen van Albanië                 | Lijst van vlaggen van Albanese deelgebieden           | Lijst van vlaggen van Albanese gemeenten           |
| Andorra               | Lijst van vlaggen van Andorra                 | Lijst van vlaggen van Andorrese deelgebieden          | Lijst van vlaggen van Andorrese gemeenten          |
| Armenië               | Lijst van vlaggen van Armenië                 | Lijst van vlaggen van Armeense deelgebieden           | Lijst van vlaggen van Armeense gemeenten           |
| Azerbeidzjan          | Lijst van vlaggen van Azerbeidzjan            | Lijst van vlaggen van Azerbeidzjaanse deelgebieden    | Lijst van vlaggen van Azerbeidzjaanse gemeenten    |
| België                | Lijst van vlaggen van België                  | Lijst van vlaggen van Belgische deelgebieden          | Lijst van vlaggen van Belgische gemeenten          |
| Bosnië en Herzegovina | Lijst van vlaggen van Bosnië en Herzegovina   | Lijst van vlaggen van Bosnische deelgebieden          | Lijst van vlaggen van Bosnische gemeenten          |
| Bulgarije             | Lijst van vlaggen van Bulgarije               | Lijst van vlaggen van Bulgaarse deelgebieden          | Lijst van vlaggen van Bulgaarse gemeenten          |
| Cyprus                | Lijst van vlaggen van Cyprus                  | Lijst van vlaggen van Cypriotische deelgebieden       | Lijst van vlaggen van Cypriotische gemeenten       |
| Denemarken            | Lijst van vlaggen van Denemarken              | Lijst van vlaggen van Deense deelgebieden             | Lijst van vlaggen van Deense gemeenten             |
| Duitsland             | Lijst van vlaggen van Duitsland               | Lijst van vlaggen van Duitse deelgebieden             | Lijst van vlaggen van Duitse gemeenten             |
| Estland               | Lijst van vlaggen van Estland                 | Lijst van vlaggen van Estische deelgebieden           | Lijst van vlaggen van Estische gemeenten           |
| Finland               | Lijst van vlaggen van Finland                 | Lijst van vlaggen van Finse deelgebieden              | Lijst van vlaggen van Finse gemeenten              |
| Frankrijk             | Lijst van vlaggen van Frankrijk               | Lijst van vlaggen van Franse deelgebieden             | Lijst van vlaggen van Franse gemeenten             |
| Georgië               | Lijst van vlaggen van Georgië                 | Lijst van vlaggen van Georgische deelgebieden         | Lijst van vlaggen van Georgische gemeenten         |
| Griekenland           | Lijst van vlaggen van Griekenland             | Lijst van vlaggen van Griekse deelgebieden            | Lijst van vlaggen van Griekse gemeenten            |
| Hongarije             | Lijst van vlaggen van Hongarije               | Lijst van vlaggen van Hongaarse deelgebieden          | Lijst van vlaggen van Hongaarse gemeenten          |
| Ierland               | Lijst van vlaggen van Ierland                 | Lijst van vlaggen van Ierse deelgebieden              | Lijst van vlaggen van Ierse gemeenten              |
| IJsland               | Lijst van vlaggen van IJsland                 | Lijst van vlaggen van IJslandse deelgebieden          | Lijst van vlaggen van IJslandse gemeenten          |
| Italië                | Lijst van vlaggen van Italië                  | Lijst van vlaggen van Italiaanse deelgebieden         | Lijst van vlaggen van Italiaanse gemeenten         |
| Kazachstan            | Lijst van vlaggen van Kazachstan              | Lijst van vlaggen van Kazachse deelgebieden           | Lijst van vlaggen van Kazachse gemeenten           |
| Kroatië               | Lijst van vlaggen van Kroatië                 | Lijst van vlaggen van Kroatische deelgebieden         | Lijst van vlaggen van Kroatische gemeenten         |
| Letland               | Lijst van vlaggen van Letland                 | Lijst van vlaggen van Letse deelgebieden              | Lijst van vlaggen van Letse gemeenten              |
| Liechtenstein         | Lijst van vlaggen van Liechtenstein           | Lijst van vlaggen van Liechtensteinse deelgebieden    | Lijst van vlaggen van Liechtensteinse gemeenten    |
| Litouwen              | Lijst van vlaggen van Litouwen                | Lijst van vlaggen van Litouwse deelgebieden           | Lijst van vlaggen van Litouwse gemeenten           |
| Luxemburg             | Lijst van vlaggen van Luxemburg               | Lijst van vlaggen van Luxemburgse deelgebieden        | Lijst van vlaggen van Luxemburgse gemeenten        |
| Malta                 | Lijst van vlaggen van Malta                   | Lijst van vlaggen van Maltese deelgebieden            | Lijst van vlaggen van Maltese gemeenten            |
| Moldavië              | Lijst van vlaggen van Moldavië                | Lijst van vlaggen van Moldavische deelgebieden        | Lijst van vlaggen van Moldavische gemeenten        |
| Monaco                | Lijst van vlaggen van Monaco                  | Lijst van vlaggen van Monegaskische deelgebieden      | Lijst van vlaggen van Monegaskische gemeenten      |
| Montenegro            | Lijst van vlaggen van Montenegro              | Lijst van vlaggen van Montenegrijnse deelgebieden     | Lijst van vlaggen van Montenegrijnse gemeenten     |
| Nederland             | Lijst van vlaggen van Nederland               | Lijst van vlaggen van Nederlandse deelgebieden        | Lijst van vlaggen van Nederlandse gemeenten        |
| Noord-Macedonië       | Lijst van vlaggen van Noord-Macedonië         | Lijst van vlaggen van Noord-Macedonische deelgebieden | Lijst van vlaggen van Noord-Macedonische gemeenten |
| Noorwegen             | Lijst van vlaggen van Noorwegen               | Lijst van vlaggen van Noorse deelgebieden             | Lijst van vlaggen van Noorse gemeenten             |
| Oekraïne              | Lijst van vlaggen van Oekraïne                | Lijst van vlaggen van Oekraïense deelgebieden         | Lijst van vlaggen van Oekraïense gemeenten         |
| Oostenrijk            | Lijst van vlaggen van Oostenrijk              | Lijst van vlaggen van Oostenrijkse deelgebieden       | Lijst van vlaggen van Oostenrijkse gemeenten       |
| Polen                 | Lijst van vlaggen van Polen                   | Lijst van vlaggen van Poolse deelgebieden             | Lijst van vlaggen van Poolse gemeenten             |
| Portugal              | Lijst van vlaggen van Portugal                | Lijst van vlaggen van Portugese deelgebieden          | Lijst van vlaggen van Portugese gemeenten          |
| Roemenië              | Lijst van vlaggen van Roemenië                | Lijst van vlaggen van Roemeense deelgebieden          | Lijst van vlaggen van Roemeense gemeenten          |
| Rusland               | Lijst van vlaggen van Rusland                 | Lijst van vlaggen van Russische deelgebieden          | Lijst van vlaggen van Russische gemeenten          |
| San Marino            | Lijst van vlaggen van San Marino              | Lijst van vlaggen van San Marinese deelgebieden       | Lijst van vlaggen van San Marinese gemeenten       |
| Servië                | Lijst van vlaggen van Servië                  | Lijst van vlaggen van Servische deelgebieden          | Lijst van vlaggen van Servische gemeenten          |
| Slovenië              | Lijst van vlaggen van Slovenië                | Lijst van vlaggen van Sloveense deelgebieden          | Lijst van vlaggen van Sloveense gemeenten          |
| Slowakije             | Lijst van vlaggen van Slowakije               | Lijst van vlaggen van Slowaakse deelgebieden          | Lijst van vlaggen van Slowaakse gemeenten          |
| Spanje                | Lijst van vlaggen van Spanje                  | Lijst van vlaggen van Spaanse deelgebieden            | Lijst van vlaggen van Spaanse gemeenten            |
| Tsjechië              | Lijst van vlaggen van Tsjechië                | Lijst van vlaggen van Tsjechische deelgebieden        | Lijst van vlaggen van Tsjechische gemeenten        |
| Turkije               | Lijst van vlaggen van Turkije                 | Lijst van vlaggen van Turkse deelgebieden             | Lijst van vlaggen van Turkse gemeenten             |
| Vaticaanstad          | Lijst van vlaggen van Vaticaanstad            | Lijst van vlaggen van Vaticaanse deelgebieden         | Lijst van vlaggen van Vaticaanse gemeenten         |
| Verenigd Koninkrijk   | Lijst van vlaggen van het Verenigd Koninkrijk | Lijst van vlaggen van Britse deelgebieden             | Lijst van vlaggen van Britse gemeenten             |
| Wit-Rusland           | Lijst van vlaggen van Wit-Rusland             | Lijst van vlaggen van Wit-Russische deelgebieden      | Lijst van vlaggen van Wit-Russische gemeenten      |
| Zweden                | Lijst van vlaggen van Zweden                  | Lijst van vlaggen van Zweedse deelgebieden            | Lijst van vlaggen van Zweedse gemeenten            |
| Zwitserland           | Lijst van vlaggen van Zwitserland             | Lijst van vlaggen van Zwitserse deelgebieden          | Lijst van vlaggen van Zwitserse gemeenten          |

| Land                           | Lijst                                                   | Deelgebieden                                                             |
| ------------------------------ | ------------------------------------------------------- | ------------------------------------------------------------------------ |
| Duitse Democratische Republiek | Lijst van vlaggen van de Duitse Democratische Republiek | Lijst van vlaggen van deelgebieden van de Duitse Democratische Republiek |
| Joegoslavië                    | Lijst van vlaggen van Joegoslavië                       | Lijst van vlaggen van Joegoslavische deelgebieden                        |
| Oostenrijk-Hongarije           | Lijst van vlaggen van Oostenrijk-Hongarije              | Lijst van vlaggen van Oostenrijks-Hongaarse deelgebieden                 |
| Sovjet-Unie                    | Lijst van vlaggen van de Sovjet-Unie                    | Lijst van vlaggen van Sovjet-deelgebieden                                |